# Alberto Delgado Pérez
Pour les articles homonymes, voir Delgado.
Alberto Delgado Pérez, né le 11 mars 1978 dans la municipalité de La Habana del Este (La Havane), est un footballeur cubain évoluant au poste d'attaquant.

## Biographie

### En club
Delgado débute avec le FC Ciudad de la Habana en 1998. Il est sacré champion de Cuba dès sa première saison, en marquant 16 buts. Il décroche un deuxième titre en 2000-2001.
Après sa désertion de la sélection (voir paragraphe sur l'équipe nationale), il s'engage avec les Colorado Rapids en 2004, puis joue pour les Puerto Rico Islanders de 2005 à 2008. Il termine sa carrière au Sevilla FC de Porto Rico.

### En équipe nationale
International cubain de 2000 à 2002, Delgado frappe un grand coup le 16 mai 2001, durant la phase finale de la Coupe caribéenne des nations 2001, en marquant un quadruplé contre le Suriname (victoire 4-3). Il ne marquera plus de buts par la suite. Convoqué par le sélectionneur Miguel Company pour disputer la Gold Cup 2002 aux États-Unis, il y joue deux matchs avant de déserter de la sélection en compagnie de son coéquipier Rey Ángel Martínez.

## Palmarès

### En club
- FC Ciudad de La Habana
  - Champion de Cuba en 1998 et 2001[5].

- Sevilla FC
  - Champion de Porto Rico en 2008[6].